# Richfield (condado de Wood, Wisconsin)
Richfield es un pueblo ubicado en el condado de Wood en el estado estadounidense de Wisconsin. En el Censo de 2010 tenía una población de 1.628 habitantes y una densidad poblacional de 18,07 personas por km².

## Geografía
Richfield se encuentra ubicado en las coordenadas 44°32′52″N 90°7′53″O / 44.54778, -90.13139. Según la Oficina del Censo de los Estados Unidos, Richfield tiene una superficie total de 90.12 km², de la cual 90.01 km² corresponden a tierra firme y (0.12%) 0.11 km² es agua.

## Demografía
Según el censo de 2010, había 1.628 personas residiendo en Richfield. La densidad de población era de 18,07 hab./km². De los 1.628 habitantes, Richfield estaba compuesto por el 97.79% blancos, el 0.06% eran afroamericanos, el 0.31% eran amerindios, el 1.11% eran asiáticos, el 0% eran isleños del Pacífico, el 0.25% eran de otras razas y el 0.49% pertenecían a dos o más razas. Del total de la población el 0.74% eran hispanos o latinos de cualquier raza.